# 桜井久勝
櫻井 久勝（さくらい ひさかつ、1952年8月18日  - ）は、日本の会計学者。専攻は財務会計論。神戸大学大学院経営学研究科教授や、関西学院大学商学部教授を経て、神戸大学名誉教授、前金融庁公認会計士・監査審査会会長。元日本会計研究学会会長。神戸大学博士（経営学）。櫻井久勝とも表記される。

## 来歴
- 1952年、兵庫県生まれ
- 1975年、神戸大学経営学部卒業
- 1977年、神戸大学大学院経営学研究科博士前期課程修了。同年、公認会計士試験第３次試験に合格
- 1979年、神戸大学助手。のちに神戸大学大学院経営学研究科教授。
- 2004年、神戸大学経営学部長、神戸大学経済経営学会会長[2]
- 2005年、神戸大学経済経営学会会長[2]
- 2016年、神戸大学退官。同時に名誉教授。関西学院大学商学部教授に就任。
- 2019年、金融庁公認会計士・監査審査会会長に就任[3]。

著書「財務会計講義」は、簿記検定、税理士試験、公認会計士試験等の各種資格試験の基本書として評価が高い。同じ財務会計の基本書である廣瀬義州教授の「財務会計」と比較して、オーソドックスな記述、論点の網羅性、洗練された論点整理、などが特長である。それに毎年改訂版を出版しているのが大きな特徴。

## 主著
- 『会計利益情報の有用性』千倉書房
- 『財務会計講義』中央経済社
- 『財務諸表分析』中央経済社
- 『財務会計入門』有斐閣
- 『テキスト国際会計基準』白桃書房
- 『例解連結会計』税務経理協会
- 『会計学入門』日本経済新聞出版社
- 『1からの会計』（谷武幸と共編著）中央経済社
- 『キャッシュ・フロー会計と企業評価』（伊藤邦雄責任編集, 蜂谷豊彦, 百合草裕康と共著）中央経済社